# Rincón de Valentín
Pour les articles homonymes, voir Rincón et Valentin.
Rincón de Valentín est une ville et une municipalité de l'Uruguay située dans le département de Salto. Sa population est de 688 habitants.

## Histoire
La ville a été fondée en 1868 par Charles May.

## Population
| Année | Population |
| ----- | ---------- |
| 1963  | -          |
| 1975  | 74         |
| 1985  | 58         |
| 1996  | 571        |
| 2004  | 688        |

,

## Gouvernement
Le maire (alcalde) de la ville est Miguel Dalmao.